# Peperomia austin-smithii
Peperomia austin-smithii är en pepparväxtart som beskrevs av Burger. Peperomia austin-smithii ingår i släktet peperomior, och familjen pepparväxter. Inga underarter finns listade i Catalogue of Life.